# 대한민국엄마부대
대한민국엄마부대, 또는 대한민국엄마부대봉사단(약칭 엄마부대)은 2013년 대표 주옥순에 의해 만들어진 단체이다. 홈페이지나 사무실 등은 존재하지 않고, 주로 카카오톡 단체방에서 활동이 이루어진다.

## 같이 보기
- 박사모
- 탄기국
- 주옥순